# 1082 هـ
1082 هـ هي سنة في التقويم الهجري امتدت مقابلةً في التقويم الميلادي بين سنتي 1671 و1672.

## مواليد
- زيدان بن إسماعيل، أمير علوي مغربي.

## وفيات
- محمد الحاج الدلائي - شيخ الزاوية الدلائية.
- محمود بن عبد الله الموصلي: فقيه حنفي وصوفي عراقي.